# 広島県道445号中迫川北線
広島県道445号中迫川北線（ひろしまけんどう445ごう なかざこかわきたせん）は、広島県庄原市を通る一般県道である。

## 概要
庄原市西城町中迫から庄原市川北町に至る。

### 路線データ
- 起点：庄原市西城町中迫（広島県道58号西城比和線交点）
- 終点：庄原市川北町（国道432号交点）
- 総延長：10.1 km

## 地理

### 通過する自治体
- 庄原市

### 交差する道路
| 交差する道路           | 交差する場所 | 交差する場所 |
| ---------------------- | ------------ | ------------ |
| 広島県道58号西城比和線 | 西城町中迫   | 起点         |
| 国道432号              | 川北町       | 終点         |

### 沿線
- 広島県立西城紫水高等学校（起点付近）